# هيربين هويوس
هيربين هويوس (13 سبتمبر 1967 - 23 فبراير 2021) صحفي ومذيع كولومبي كان في المنفى في إسبانيا بعد تلقيه تهديدات بالقتل من القوات المسلحة الثورية الكولومبية (فارك). كان لديه برنامج إذاعي يسمى أصوات المخطوفين بدأ في عام 1994. وقد استلهمه من تجربته الخاصة في الاختطاف من قبل القوات المسلحة الثورية لكولومبيا لمدة 17 يومًا. في عام 2008 حصل على جائزة أمواج. نُفي في أكتوبر 2009، واصل برنامجه باستخدام استوديوهات كادينا سير.